# IWAミッドサウスデスマッチ王座
IWAミッドサウスデスマッチ王座（アイダブリューエーみっどさうすですまっちおうざ | IWA Mid-South Deathmatch Championship ― アイダブリューエー・ミッド・サウス・デスマッチ・チャンピオンシップ）は、2007年2月9日に創設された、IWAミッドサウスの認定によるデスマッチの王座である。

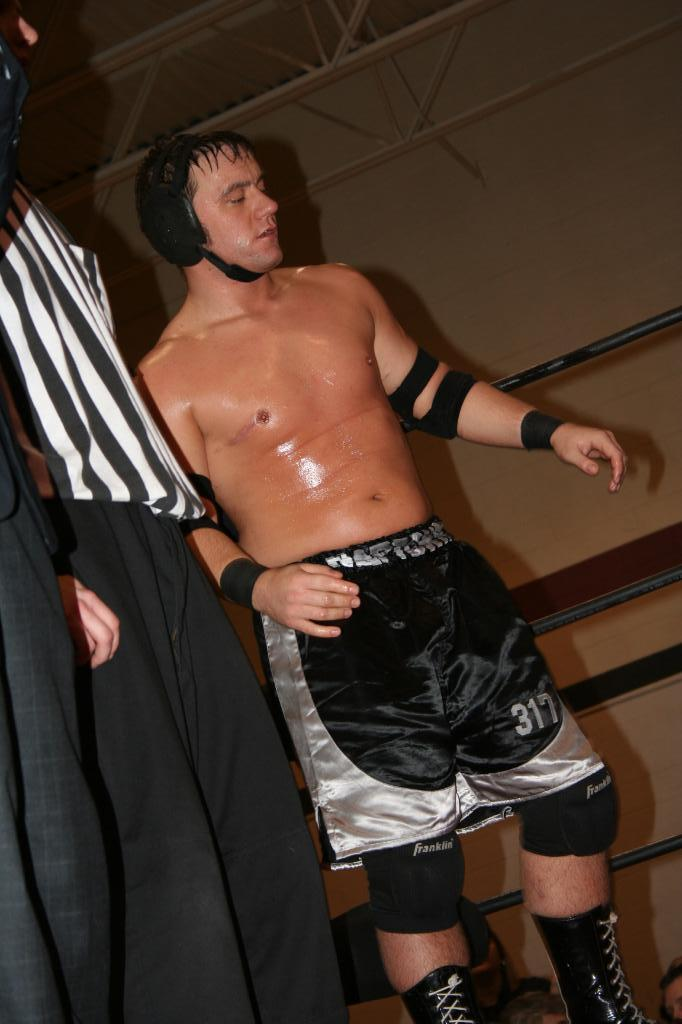
その初代獲得者の座に就いたドレイク・ヤンガー

## 来歴
2007年の2月9日にミッキー・ナックルズを下したドレイク・ヤンガーがその初代獲得者へ。同年の6月における保持者の変動はキング・オブ・ザ・デスマッチを舞台に展開した。
2008年の前半頃に一時的ながら空位となり、その間に保持者の不明朗なる変動があった。

## 獲得史
| 獲得者                 | 獲得回数 | 獲得日        | 獲得地                           |
| ---------------------- | -------- | ------------- | -------------------------------- |
| ドレイク・ヤンガー     | 1        | 2007年2月9日  | インディアナ州プレインフィールド |
| ディスファンクション   | 1        | 2007年6月23日 | インディアナ州プレインフィールド |
| コーポラル・ロビンソン | 1        | 2007年6月23日 | インディアナ州プレインフィールド |
| タンク                 | 1        | 2007年7月18日 | イリノイ州ジョリエット           |
| ネクロ・ブッチャー     | 1        | 2007年9月16日 | インディアナ州セラーズバーグ     |
| ダニー・ハボック       | 1        | 2008年3月1日  | イリノイ州ジョリエット           |
| デボン・ムーア         | 1        | 2008年6月21日 | インディアナ州セラーズバーグ     |